# Schopenstraße

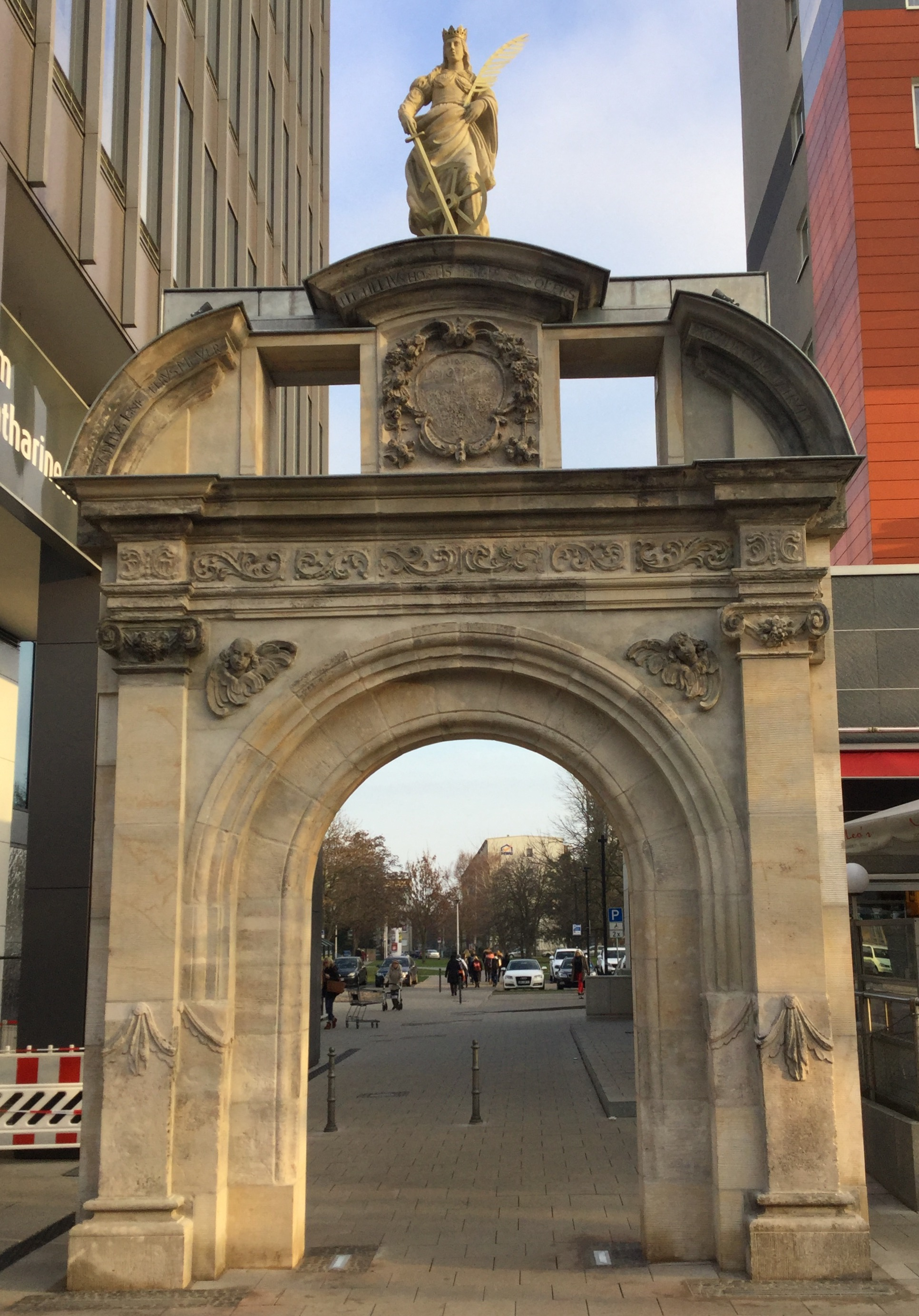
Katharinenportal am Eingang zur Schopenstraße, 2016

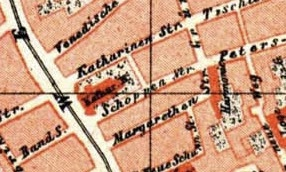
Schopenstraße auf einem Stadtplan Magdeburgs aus der Zeit um 1885

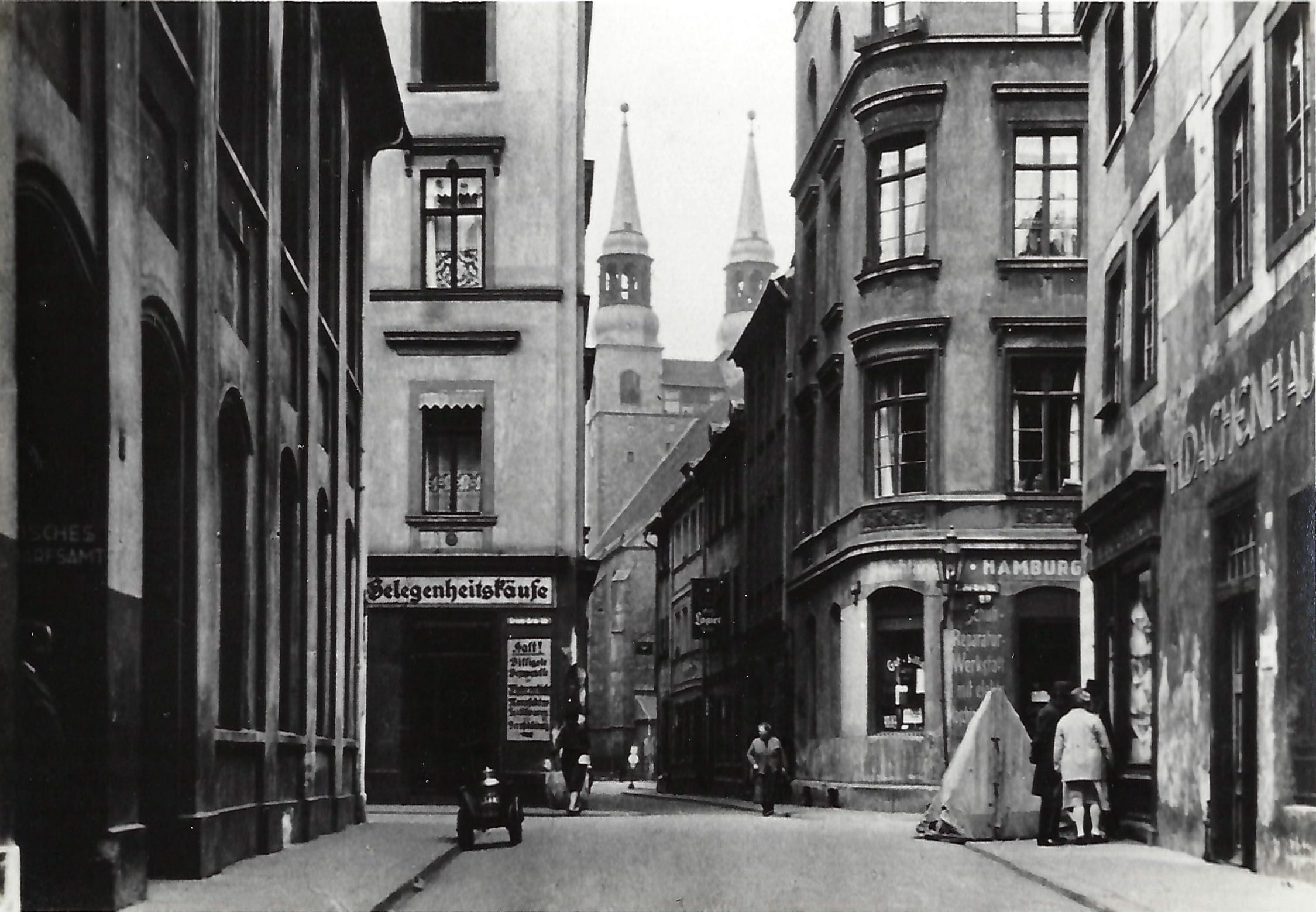
Blick von Osten aus der Peterstraße in die Schopenstraße, es kreuzt die Grünearmstraße

Die Schopenstraße ist eine Straße in Magdeburg in Sachsen-Anhalt.

## Lage und Verlauf
Die Straße befindet sich im nördlichen Teil der Magdeburger Altstadt. Sie verläuft mit einer Länge von etwa 60 Metern unmittelbar südlich des Katharinenturms vom Breiten Weg aus nach Osten bis zum Katharinenkirchhof.

## Geschichte
In der Zeit vor 1730 gehörte die Straße als westliches Ende zur Großen Peterstraße, der späteren Peterstraße. Gelegentlich wurde sie, zum Beispiel im Jahr 1700, auch, wohl eher versehentlich, als Katharinenstraße genannt, da sie unmittelbar an der Südseite der Sankt-Katharinen-Kirche verlief. Nach 1730 wurde sie als Margareten-Vorderstraße bezeichnet. Etwas weiter südlich, jedoch in nur sehr geringem Abstand, lag die Margareten-Hinterstraße. Der Name Margarete nahm auf die Katharinenkirche Bezug, die zeitweise als zweites Patrozinium die Heilige Margarete hatte. Durch die ähnlichen Namen kam es wohl zu Verwechslungen, so dass ab 1807 die Margareten-Vorderstraße den Namen Schopenstraße trug. Der Name geht auf das Brauhaus Zur goldenen Schope zurück, welches sich an der Adresse Schopenstraße 1 auf der südlichen Seite der Straße befand. Der Name Schope ist Niederdeutsch und bedeutet im Hochdeutschen Schöpfe, womit eine große Braukelle gemeint war.

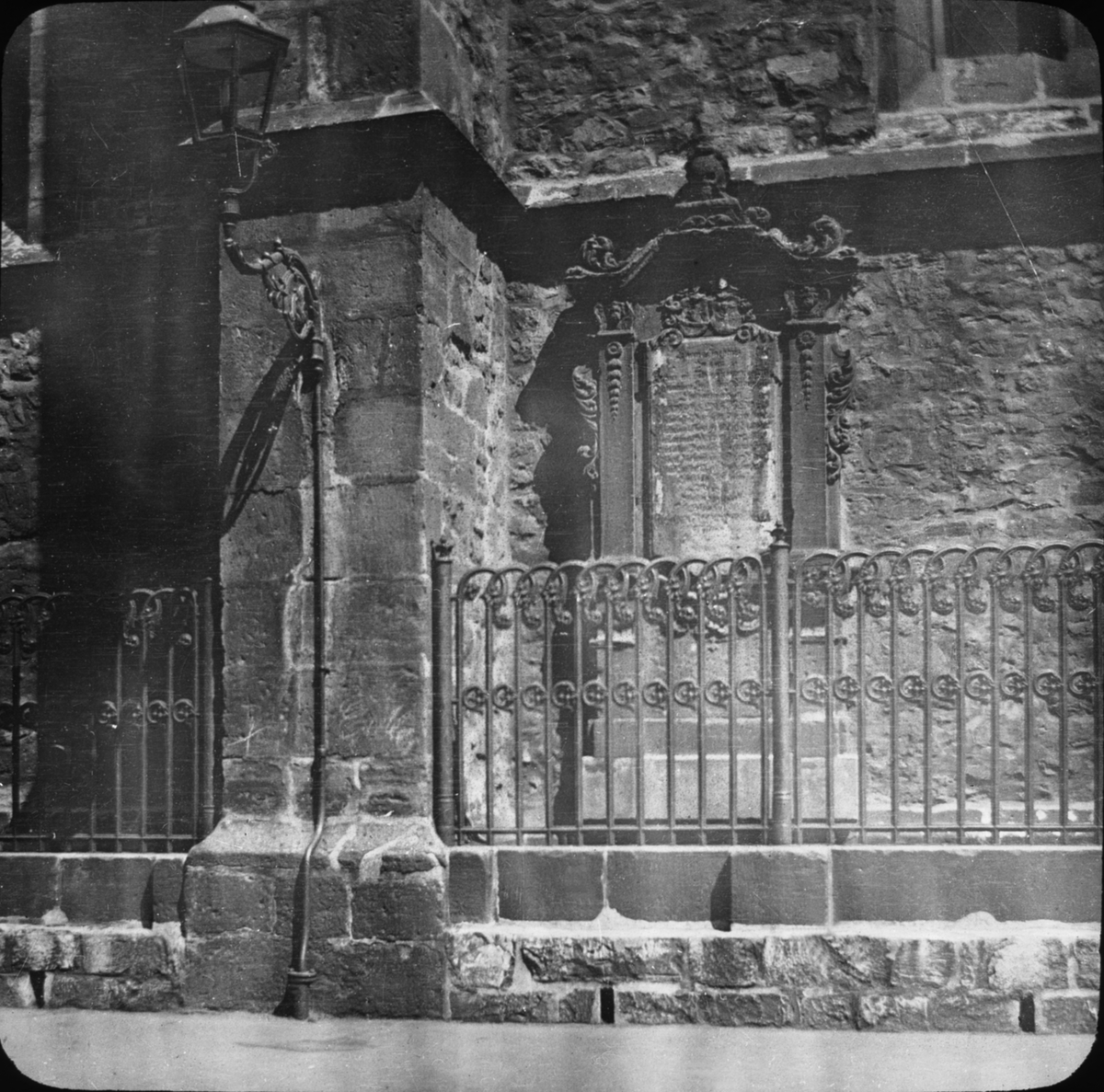
Epitaph in der Schopenstraße, an der Südseite der Katharinenkirche, sowie Straßenbeleuchtung im Jahr 1902

Die Schopenstraße verlief vom Breiten Weg aus nach Osten, südlich an der Katharinenkirche entlang. Nach etwa der Hälfte mündete von Norden die kleine Straße Katharinenkirchhof ein. Weiter östlich mündeten die dort von Norden kommende Grünearmstraße und von Süden die Margaretenstraße ein. Später gehörte dieser Teil der Margaretenstraße ebenfalls zur Grünearmstraße. Als östliche Verlängerung schloss sich die Peterstraße an. Die Hausnummerierung begann mit der Nummer 1 am westlichen Ende auf der Südseite. Das dortige Eckhaus war der Breite Weg 79. Am östlichen Ende befand sich die Nummer 5 als Eckhaus. Die Nummerierung lief dann auf der Nordseite zurück nach Osten. Das dortige Eckhaus war die Grünearmstraße 20. Daran schlossen sich nach Westen die Nummern 6 bis 9 an. Das Eckhaus zum Katharinenkirchhof war das Gebäude Katharinenkirchhof 4. Weiter westlich befand sich die zum Breiten Weg gehörende Südseite der Katharinenkirche.
Während des Zweiten Weltkriegs wurde die Magdeburger Innenstadt und dabei auch der Bereich der Schopenstraße schwer zerstört. In der Zeit der DDR erfolgte ein Wiederaufbau der Innenstadt, der sich in weiten Teilen nicht an die historische Stadtstruktur hielt. Das Umfeld der Schopenstraße änderte sich weitgehend, insbesondere wurde die für die Straße prägende Katharinenkirche gesprengt. Auch die sonstige Bebauung verschwand. Zum Breiten Weg hin entstand auf der Südseite ein Zehngeschosser in Plattenbauweise, nördlich wurde an Stelle der ehemaligen Türme der Katharinenkirche das Haus der Lehrer, der heutige Katharinenturm, errichtet. Der Name Schopenstraße wurde ersatzlos aufgegeben, die Fläche der ehemaligen Straße blieb jedoch ohne Überbauung bestehen und fungiert als fußläufige Verbindung. Im Jahr 2016 wurde an der ehemaligen Einmündung der Schopenstraße auf den Breiten Weg das Katharinenportal errichtet, welches seit dem den Straßenverlauf überspannt. Nach einer Initiative von Stadtrat Olaf Meister beschloss der Stadtrat Magdeburg am 23. Januar 2020 die Wiederbenennung als Schopenstraße. Der benannte Teil umfasst aber nur den westlichen Teil der historischen Schopenstraße. Der östliche Teil vom Katharinenkirchhof bis zur Peterstraße ist weiterhin unbenannt. In diesem Bereich befindet sich aber nur ein durch eine kleine Grünanlage vor der Grundschule Weitlingstraße verlaufender Fußweg.

## Historische Häuser der Schopenstraße
| Hausnummer | Name                | Bemerkungen | Bild                       |
| ---------- | ------------------- | --- | -------------------------- |
| 1          | Zur goldenen Schope | Zum Brauhaus gehörte als Hinterhaus auch die Margaretenstraße 9. Im Jahr 1631 gehörte das Anwesen dem Brauer Georg Schlüter. Während der Zerstörung Magdeburgs im Jahr 1631 wurde auch dieses Gebäude zerstört. Schlüters Witwe verkaufte das Grundstück im Jahr 1648 an den Sattler Nikolaus Krause für 316 Taler. Zu diesem Zeitpunkt lagen die Trümmer noch zwei Stockwerke hoch. Im Jahr 1650 veräußerte Krause das Gelände für 225 Taler weiter an den Bäcker Hans Bethge. Bethge bebaute das Grundstück 1652 dann neu. Er wird letztmalig im Jahr 1660 erwähnt. 1683 war der Handelsmann Christian Zecheldorf Eigentümer. Ihm gehörte das Haus bis zu seinem Tod im Jahr 1708, dann gehörte es seiner Witwe. 1717 war Tobias Bilhoch Eigentümer, dann bis 1748 seine Witwe. |                            |
| 2          |                     | Das Grundstück war Brauhaus und Ackerhof. Zum Anwesen gehörten als Hinterhäuser die Gebäude Margaretenstraße 7 und 8. Im Jahr 1631 gehörte es Jakob Deichmann 1. Nach der Zerstörung des Jahres 1631 errichtete Deichmann das Haus im Jahr 1636 wieder. 1648 gehörte es seiner Witwe, 1651 und 1654 wird der Ackermann Jakob Dieckmann 2. genannt. In den Jahren 1670 und 1684 gehörte es dem Hauptmann Jakob Dietmann 3., wobei er im Jahr 1680 bereits verstorben war. 1685 waren der Advokat Kaspar Müller und Christian Zecheldorf Eigentümer, beide möglicherweise Schwiegersöhne Dieckmanns. Die beiden verkauften das Gebäude für 1800 Taler im Jahr 1695 an den Möllenvogt Johann Heinrich Dürrfeld. Seine Erben veräußerten es 1720 für 4200 Taler an Diakonus Magister Sethobal Heinrich Calvisius. |                            |
| 3          |                     | Zum Gebäude gehörte auch das südlich angrenzende Gebäude Margaretenstraße 6. In den Jahren 1631 und 1651 wird als Eigentümerin Michel Bosserts Witwe genannt. 1657 war das Grundstück mit einem Haus bebaut und gehörte Kurt Brandes, sodann der Witwe von Hans Clauts, 1683 ihrem zweiten Ehemann, dem Branntweinbrenner Jobst Münkel. Im Jahr 1698 war der Messerschmied Christian Ernst Kühne Eigentümer, 1701 Johann Peters, 1704 der Branntweinbrenner Henning Minkel. Im Jahr 1716 gehörte das Gebäude der Witwe des Polizeireiters (Landfuriers) Johann Andreas Böttger. Sie verkaufte es 1719 an den Branntweinbrenner Peter Wilhelm Hannemann für einen Preis von 560 Taler. |                            |
| 4          |                     | Das Grundstück bildete ursprünglich mit dem angrenzenden Haus Nummer 5 eine Einheit. In den Jahren 1631 und 1651 gehörte es der Witwe von Michel Bossert. Ihr Sohn, der Pfarrer Andreas Bossert, verkaufte das Areal im Jahr 1653 für 32 Taler an den Trippmache (Leinweber) Gerhard Bube. Er bebaute das in der Folge der Zerstörung Magdeburgs im Jahr 1631 unbebaute Grundstück bis zum Jahr 1657 neu. Zuletzt wird er 1687 erwähnt. Ihm folgte sein Sohn, der Schlächter Joachim Bube nach, der das Gebäude 1692 für 96 Taler an den Stiftskämmerer Johann Platz veräußerte. Das Grundstück wurde dann wieder wüst und gelangte an die Gemeinde der Katharinenkirche. Es folgte ein Neubau durch den Büchsenmeister Hermann Hacke, der 1698 das Haus für 530 Taler veräußerte. Käufer war der Schulkollege und Kantor der Katharinenkirche Magister Johann Christian Banse (auch Pansa). Seine Erben verkauften es für 530 Taler im Jahr 1718 an die Witwe Banse. Sie nahm eine Teilung des Hauses vor und verkaufte die Nummer 4 als westliche Hälfte für 300 Taler an Hans Bröcke. |                            |
| 5          |                     | Bis 1720 gehörte das Grundstück mit zur westlich angrenzenden Nummer 4. Dann wurde die Nummer 5 abgetrennt und für 300 Taler an den Schuster Hartmann Holstein verkauft. | Eckhaus zur Grünearmstraße |
| 6          |                     | Im Jahr 1631 gehörte das Haus Kaspar Wendel. In der Zeit bis 1651 erwarb es Christian Schröder, der es als Hinterhaus zum nördlich gelegenen Haus Katharinenstraße 2 nahm. Diese Zuordnung blieb bis zum Jahr 1715 erhalten, dann gehörte die Nummer 6 Johann Heinrich Huth. 1717 und 1720 wurde Andreas Siedentopf genannt, wobei es möglich ist, dass er nur Mieter war. |                            |
| 7          |                     | Das Haus gehörte im Jahr 1631 Peter Schmidt, der später Bornmeister in Halle (Saale) war. Er veräußerte das Grundstück 1650 für 30 Taler an Christian Schröder. Im Jahr 1683 war Niesing Eigentümer. Der Pantoffler Hans Wolter war 1712 Eigentümer und blieb es bis 1727. |                            |
| 8          |                     | Das Grundstück gehörte im Jahr 1650 einem Totengräber. 1683 war Otto von Guericke Eigentümer. Der Schuhmacher Hartmann Holstein war 1717 Eigentümer und veräußerte es in diesem Jahr für 340 Taler an den Tischler Johann Christoph Müller, der bis 1755 Eigentümer blieb. Seit 1923 gehörte das Haus Anna Grünbaum. Ab 1926 lebte die Witwe Grünbaum auch mit ihren Kindern im Haus und betrieb hier ein Obst- und Gemüsegeschäft. 1930 heiratete sie Kathriel Lindemann. Die jüdische Familie lebte weiter im Haus, bis sie 1933/1934 vor der nationalsozialistischen Gewaltherrschaft nach Polen floh. Beide wurden 1943 in das KZ Auschwitz deportiert und ermordet. Ihre Tochter Klara wurde 1945 aus dem KZ Mauthausen befreit. An die Eltern erinnern zwei 2010 verlegte Stolpersteine. |                            |
| 9          |                     | In den Jahren 1631 und 1651 war Joel Wirth Eigentümer des Grundstücks. Im Jahr 1678 gelangte die Fläche an die Schneiderinnung als Gläubigerin. Sie verkaufte das Grundstück noch im selben Jahr an den Totengräber Michael Schmidt für 17 Taler. 1683 wurden die Erben von Georg Schüler als Eigentümer geführt, 1717 der Schuhmacher Hartmann Holstein. Das Haus wurde von ihm 1720 für 275 Taler an Johann Böttcher verkauft, der bis 1724 Eigentümer blieb. |                            |